# 交響曲第32番 (モーツァルト)
交響曲第32番 ト長調 K. 318 は、ヴォルフガング・アマデウス・モーツァルトが作曲した交響曲。

## 概要
パリへの求職旅行から帰国した後の1779年4月26日にザルツブルクで作曲された。
交響曲では珍しい単一楽章構成で、通称「序曲」と呼ばれている（この時代は、まだ序曲と交響曲の厳密な区別がなされていなかった）。演奏時間は約9分。
イタリアの作曲家フランチェスコ・ビアンキの歌劇『略奪された村娘』の序曲として1785年にウィーンで演奏された。

## 楽器編成
フルート2、オーボエ2、ファゴット2、ホルン4、トランペット2、ティンパニ、弦五部。

## 曲の構成
イタリア式序曲の形式（A - B - A）による、切れ目なく演奏される全3部からなる単一楽章の作品である。全3部通してト長調。第3部は事実上第1部の再現に当たり、全体としては展開部の代わりに第2部が挿入されたソナタ形式とも解釈できる。
- 第1部：アレグロ・スピリトーソ、4分の4拍子。
- 第2部：アンダンテ、8分の3拍子。
- 第3部：プリモ・テンポ、4分の4拍子。